# Peter Bagge

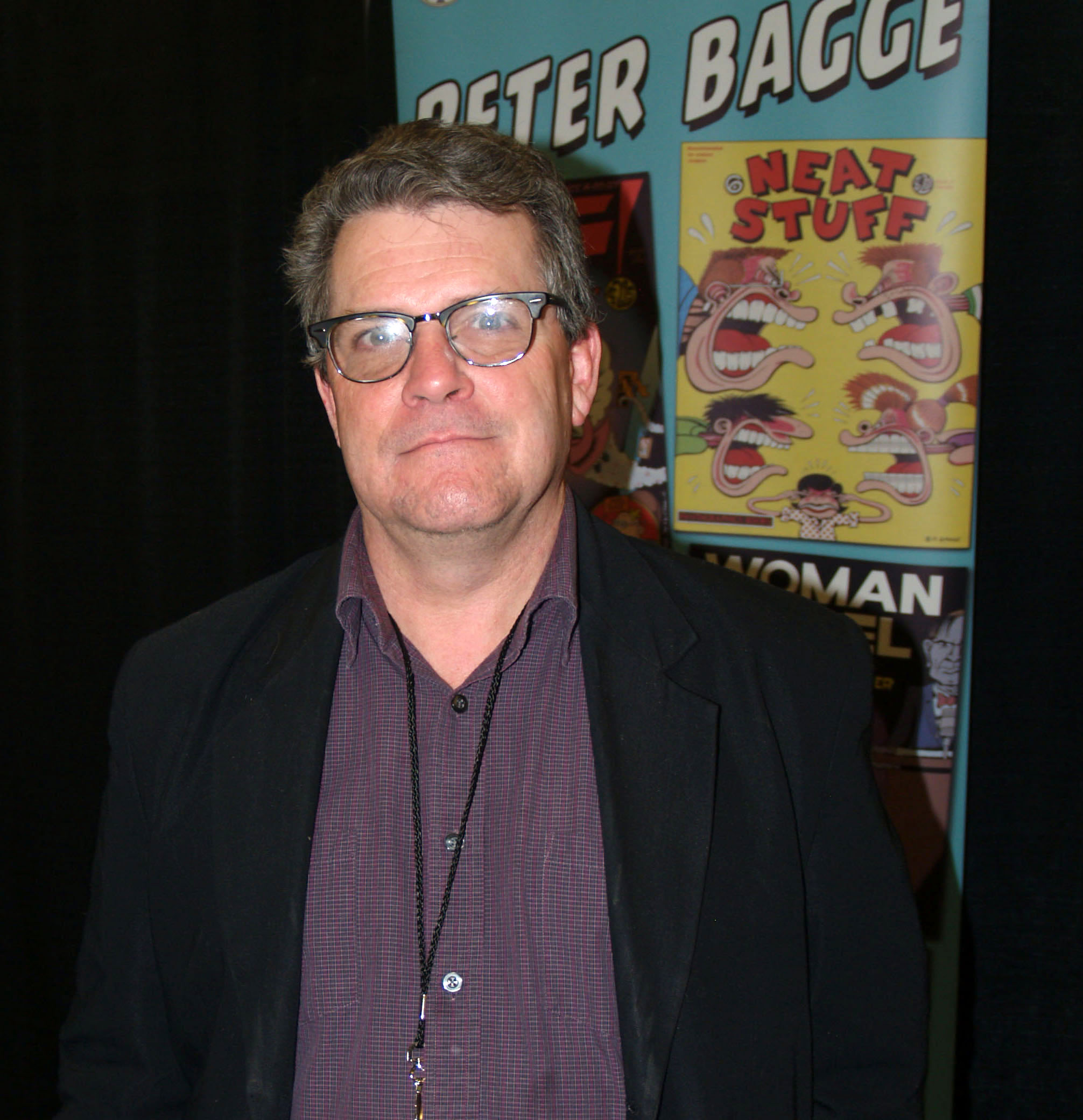
Peter Bagge (2016)

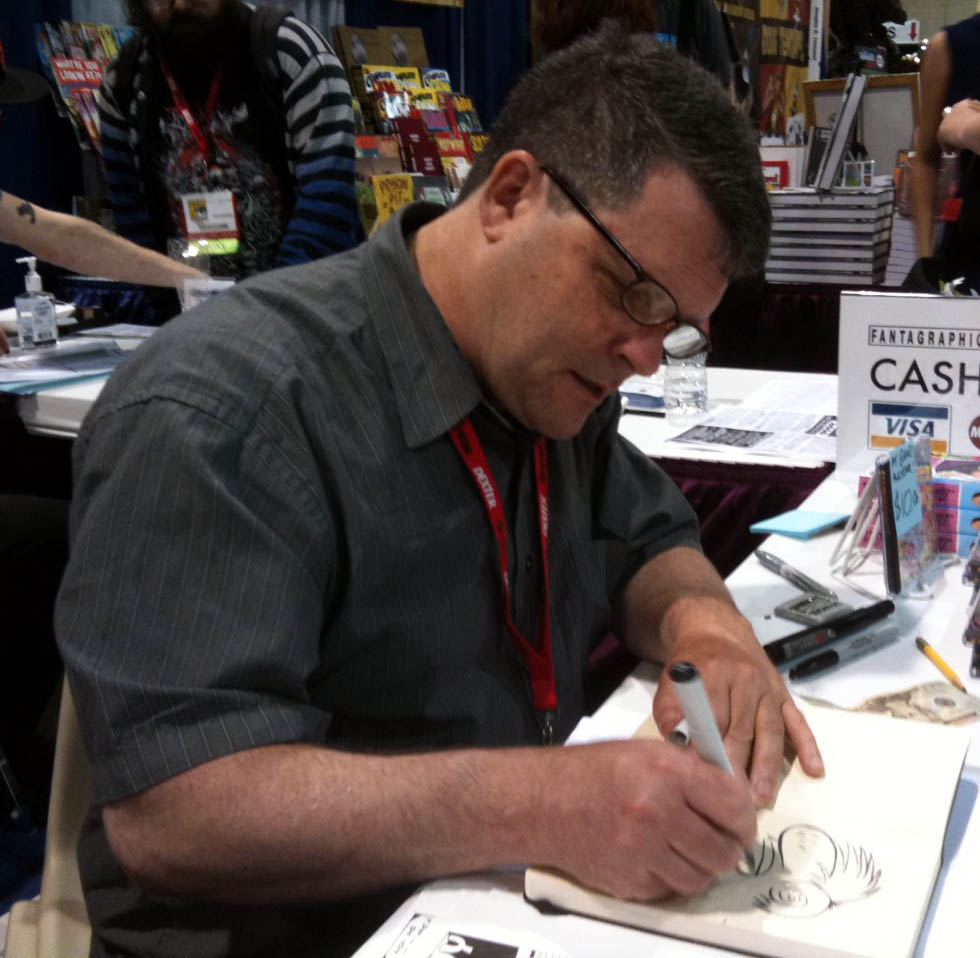
Peter Bagge (2010)

Peter Bagge (* 11. Dezember 1957 in Peekskill) ist ein US-amerikanischer Comiczeichner. Seine bekannteste Figur ist Buddy Bradley, ein Jugendlicher aus der amerikanischen Mittelschicht, der deutliche autobiografische Züge trägt.

## Werdegang
Nach dem Besuch der School of Visual Arts in New York von 1977 bis 1979 veröffentlichte Peter Bagge seine Comics in kleinen Comic-Magazinen, aber auch in einem Pornomagazin und in einem Hanf-Fachblatt.
Peter Bagge zog 1984 nach Seattle, wo er bis 1986 als Herausgeber von Robert Crumbs Anthologie Weirdo arbeitete. Gleichzeitig veröffentlichte er das Magazin Neat Stuff bei Fantagraphics. Die Protagonisten der Comics waren von 1985 bis 1989 in 15 Ausgaben die Mitglieder der Familie Bradley, einer New-Yorker Vorstadtfamilie. Das Familienleben und die Erlebnisse der einzelnen Mitglieder waren Thema des Magazins. Buddy Bradley, der Sohn der Familie, zog nach Seattle und wurde ab 1990 zur Hauptfigur der Serie, die seitdem unter dem Titel Hate und in einem anderen Format erschien.

## Buddy Bradley
Buddys Erlebnisse und Erfahrungen in Seattle, der Hauptstadt des Grunge, werden in den Folgen 1–15 von Hate beschrieben. Sie umfassen eine Bandgründung, Drogenkonsum, Beziehungsprobleme und andere Alltagsgeschichten aus seinem Leben. Er wird dabei nicht als ständiger Loser dargestellt, sondern reagiert sehr vielschichtig je nach Situation. Die Figuren werden stark überzeichnet, bei starken Emotionen werden Gesichtszüge und Körperteile vollständig deformiert. Buddy zieht von Seattle nach New Jersey, bevor der Grunge-Boom stirbt. Mit diesem Umzug erfuhr die Serie ab Folge 16 mit dem Farbdruck auch einen gestalterischen Schnitt. Das Inking wurde von Jim Blanchard übernommen. Die Farbausgaben hatten jedoch nicht nur Freunde. Die Hefte wurden teurer und Fans vermissten Dynamik und Schärfe der Zeichnungen. Buddy und seine Freundin entwickeln sich weiter, wobei sie teilweise auch die Grenze zum angepassten Kleinstadtleben überschreiten. In der letzten Folge 30 von 1998 macht Buddy seiner schwangeren Freundin Lisa einen Heiratsantrag.
Die deutsche Übersetzung von Hate brachte Carlsen Comics 1994 unter dem Titel Leck mich! auf den deutschen Markt. Die Reihe wurde 1995 wegen des geringen Erfolgs eingestellt. Ab 1998 wurden neue Folgen von Jochen Enterprises vertrieben. Die Geschichten um Buddy Bradley erschienen nun unter dem Titel Krass. Als Zusatz wurden mit Genehmigung Peter Bagges in den Ausgaben auch Geschichten um Buddy veröffentlicht, die von deutschen Comicschaffenden, darunter Philip Tägert, gezeichnet wurden.

## Weitere Arbeiten
Nach dem Abschluss der Serie Hate arbeitete Peter Bagge häufig als Texter. Er schrieb eine Folge der Simpsons-Halloween-Story und für DC Comics entwickelte er Yeah!, eine Serie um eine Girlband, die von Gilbert Hernandez gezeichnet wurde. Für Marvel schrieb einen satirischen One Shot für Spider-Man. Kurzgeschichten und Cartoons werden regelmäßig in MAD Magazin, Weekly World News und Reason veröffentlicht.

## Werke (deutsche Veröffentlichungen)
- Leck mich! Carlsen, 1994–1995, (9 Bände).
- Krass. Jochen Enterprises, 1998–2000, (7 Bände).
- Simpsons Comics Sonderheft 2 – Bart Simpson’s Horror Show. Panini, 1998.